# Élie Delaborde

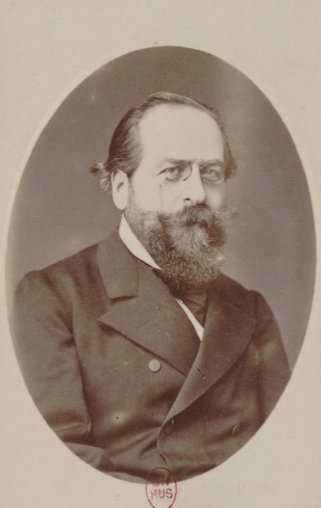
Élie-Miriam Delaborde (zwischen 1875 und 1895)

Élie-Miriam Delaborde (Eraïm Miriam Delaborde; * 7. Februar 1839 in Paris; † 9. Dezember 1913 in Paris) war ein französischer Pianist, Komponist und Musikpädagoge.

## Leben
Delaborde wurde als unehelicher Sohn von Lina Eraïm Miriam geboren. Allgemein wird angenommen, dass der Pianist und Komponist Charles-Valentin Alkan sein Vater war. Er war Klavierschüler von Alkan, Franz Liszt, Ignaz Moscheles und Adolf von Henselt. Er unternahm erfolgreiche Konzerttourneen durch England, Deutschland und Russland und trat u. a. mit Henri Vieuxtemps und Henryk Wieniawski auf. Wie Alkan beherrschte er auch das Spiel auf dem Pedalklavier. Während des Deutsch-Französischen Krieges lebte er in London.
Ab 1873 war er Professor am Pariser Konservatorium. Dort unterrichtete er u. a. Olga Samaroff, die spätere Ehefrau Leopold Stokowskis, Aline van Barentzen, Marie Poitevin und den Komponisten und Pianisten Marcel Labey. Delaborde galt als Bonvivant und war mit vielen Prominenten der Pariser Szene seiner Zeit befreundet, u. a. mit Georges Bizet, Pauline Viardot, Iwan Turgenjew, Édouard Manet und Ernest Guiraud. Als Maler veröffentlichte er Werke unter dem Pseudonym Miriam.
Mit Isidor Philipp erarbeitete Delaborde eine Ausgabe der Werke Alkans. Neben einer Oper und einer Operette komponierte er vor allem Klavierwerke. Seine Kompositionen blieben lange unbeachtet; erst 2014 spielte der Pianist Vincenzo Maltempo eine erste Aufnahme (Étude d'après une petite Valse de V. Dolmetsch) ein. Am 11. Dezember 1913 wurde Delaborde auf dem Cimetière du Père-Lachaise beigesetzt.

## Werke
- Maître Martin, Oper (1872)
- Petite marche villageoise pour piano (aus Maître Martin, 1872)
- Cadence pour le Finale du concerto pour clavecin en ré mineur BWV 1052 de J. S. Bach (1872)
- Etude de concert pour Piano (1872)
- Impromptu-valse (1872)
- Paraphrase sur le chœur Bundeslied (1872)
- Cadence pour l’Allegro du Concerto en sol, op. 58 de Beethoven (1878)
- Attila, Ouvertüre (1879)
- Grande Fantaisie de concert sur Carmen (1879)
- 12 petits Préludes (1882)
- 6 Exercices de lecture pour Piano (1887)
- La Reine Dort, Opera-comique (1889)
- Promenade de noctambules pour piano à 4 mains (aus La Reine Dort, 1889)
- Etude pour piano (1889)
- Étude en la bémol majeur d’après une petite Valse de Victor Dolmetsch (1889)
- Morceau Romantique pour piano et orchestre à cordes, Johannes Brahms gewidmet (1892)
- 3 Pièces pour Harpe chromatique ou piano (1903)
- Trois pièces pour harpe chromatique ou piano (1903)
- Valse de concert pour Harpe ou piano (1903)